# La Ermita (Parla)
El barrio de La Ermita es un barrio de la localidad madrileña de Parla situado en el distrito Suroeste de la ciudad.

## Urbanismo
El barrio esta desarrollado alrededor de la Ermita de Nuestra Señora de la Soledad, por lo que recibe el nombre de la ermita, la mayoría de las viviendas son unifamiliares, sobre toda la zona más antigua, siendo su población a 2012 de unos 2.392 habitantes. Limita con el Barrio del Parque Inlasa y se separa de Barrio de Fuentebella por medio del Bulevar Sur ubicado en la calle Toledo.

### Callejero
El nombre de las calles del barrio de la Ermita, tiene relación con las toponimias de flores y a mujeres que destacaron en la historia, reorganizándose en dos grupos, así como la C/Calvario y C/ Amargura que separan el barrio de la ermita con el barrio del Parque Inlasa siendo compartidas parte de ambas calles, por otro lado la C/Bartolomé Hurtado, hace homenaje al arquitecto real que construyó la ermita de la soledad de Parla. La clasificación es la siguiente:
| - La que hacen referencia a nombre de flores: - C/ Las flores - C/ Geranios - C/ Lirios - C/ Hortensia - C/ Azucena - C/ Clavel - C/ Orquídea - C/ De las rosas - C/ Nardo - C/ Amapola |  | - Las que hacen referencia a mujeres importantes en la historia: - C/ María Zambrano - C/ Federica Montseny - C/ Icíar Bollain - C/ Las trece rosas - C/ Carlota Bustelo - C/ Margarita Xirgu - C/ Carmen Conde - C/ Pilar Miró - C/ Emilia Pardo Bazán - C/ M. Luisa Córdoba Miján - C/ Concepción Arenal - C/ Elena Quiroga - C/ Victoria Kent - C/ María Teresa León - C/ Pilar Benito - C/ Ana Tutor - C/ Rosa Manzano |

El barrio de la Ermita, también cuenta con una zona industrial, integrando una parte, donde se sitúa la zona de las calles con nombre de mujer, esta zona industrial, se empezó a desarrollar por los años 70, pues una de las primeras empresas en establecerse fue Sega, S.A. SONIC, actualmente desaparecida ocupando su espacio instalaciones pertenecientes a la Torre, en la actualidad la zona industrial mayoritariamente se enfoca a empresas o compañías de automoción.

### Parques urbanos
Cuenta con zonas ajardinadas y dos parques cercanos a la Ermita nuestra señora de la Soledad.

### Cultura
Se encuentra limitado al centro cultural de teatro Dulce Chacón.

## Educación

### Colegios Públicos (Infantil y Primaria)
- CP Antonio Machado